# 奥日野県立自然公園
奥日野県立自然公園（おくひのけんりつしぜんこうえん）は、鳥取県西部にある鳥取県立の自然公園である。
大山の南西にある日野町・日南町にまたがる自然公園で、1964年（昭和39年）に指定された。その後、1994年（平成6年）に区域が拡大された。山と渓谷が中心で、特別地域で871ヘクタール、その他の地域を合わせると約4800ヘクタールの広さがある。

## 名所
太字は特別地域に指定され、特に保護されている地域。

### 山岳その他
- 塔の峰（日野町）
- 古峠山（日野町）
- 滝山（日南町） - 竜王滝がある山。
- 花見山（日野町）
- 日野高原（日野町）

### 渓谷・滝
- 石霞渓（日南町）
- 寝覚峡（日野町）
- 竜王滝（日野町） - 小泉八雲の階段に登場する滝[4]。

### 湖
- 鵜ノ池（日野町）
- 菅沢多目的ダム（日南町）

### 史跡
- 長楽寺の仏像群（日野町）
- 菅福神社